# Grand Prix Austrii 1970
Grand Prix Austrii 1970 (oryg. Grosser Preis von Österreich) – 9. runda Mistrzostw Świata Formuły 1 w sezonie 1970, która odbyła się 16 sierpnia 1970, po raz 1. na torze Österreichring.
8. Grand Prix Austrii, 2. zaliczane do Mistrzostw Świata Formuły 1.

## Wyniki

### Wyścig
| P                 | Nr | Kierowca | Konstruktor          | Opony              | Okr. | Czas / Strata | Komentarz    |                |
| ----------------- | -- | -------- | -------------------- | ------------------ | ---- | ------------- | ------------ | -------------- |
| 1                 |    | 12       | Jacky Ickx           | Ferrari            | F    | 60            | 1:42:17.3    | 9 pkt.         |
| 2                 |    | 27       | Clay Regazzoni       | Ferrari            | F    | 60            | +0.61        | 6 pkt.         |
| 3                 |    | 11       | Rolf Stommelen       | Brabham-Ford       | F    | 60            | +1:27.88     | 4 pkt.         |
| 4                 |    | 17       | Pedro Rodríguez      | BRM                | F    | 59            | +1 okrążenie | 3 pkt.         |
| 5                 |    | 16       | Jackie Oliver        | BRM                | F    | 59            | +1 okrążenie | 2 pkt.         |
| 6                 |    | 19       | Jean-Pierre Beltoise | Matra              | F    | 59            | +1 okrążenie | 1 pkt.         |
| 7                 |    | 14       | Ignazio Giunti       | Ferrari            | F    | 59            | +1 okrążenie |                |
| 8                 |    | 4        | Chris Amon           | March-Ford         | F    | 59            | +1 okrążenie |                |
| 9                 |    | 3        | Jo Siffert           | March-Ford         | F    | 59            | +1 okrążenie |                |
| 10                |    | 16       | Peter Gethin         | McLaren-Ford       | F    | 59            | +1 okrążenie |                |
| 11                |    | 18       | George Eaton         | BRM                | F    | 58            | +2 okrążenia |                |
| 12                |    | 22       | Andrea de Adamich    | McLaren-Alfa Romeo | F    | 57            | +3 okrążenia |                |
| 13                |    | 10       | Jack Brabham         | Brabham-Ford       | F    | 56            | +4 okrążenia |                |
| 14                |    | 20       | Henri Pescarolo      | Matra              | F    | 56            | +4 okrążenia |                |
| 15                |    | 22       | Emerson Fittipaldi   | Lotus-Ford         | F    | 55            | +5 okrążeń   |                |
| Niesklasyfikowani |    |          |                      |                    |      |               |              |                |
|                   |    | 21       | Denny Hulme          | McLaren-Ford       | F    | 30            |              | silnik         |
|                   |    | 15       | John Surtees         | Surtees-Ford       | F    | 27            |              | silnik         |
|                   |    | 26       | Tim Schenken         | De Tomaso-Ford     | F    | 25            |              | silnik         |
|                   |    | 6        | Jochen Rindt         | Lotus-Ford         | F    | 21            |              | silnik         |
|                   |    | 5        | Mario Andretti       | March-Ford         | F    | 13            |              | wypadek        |
|                   |    | 24       | Silvio Moser         | Bellasi-Ford       | F    | 13            |              | wypadek        |
|                   |    | 1        | Jackie Stewart       | March-Ford         | F    | 7             |              | pompa paliwowa |
|                   |    | 7        | John Miles           | Lotus-Ford         | F    | 4             |              | hamulce        |
|                   |    | 2        | François Cevert      | March-Ford         | F    | 0             |              | silnik         |
| P                 | Nr | Kierowca | Konstruktor          | Opony              | Okr. | Czas / Strata | Komentarz    |                |

### Najszybsze okrążenie
| Nr | Kierowca                    | Konstruktor | Opony | Czas   | Okr. |
| -- | --------------------------- | ----------- | ----- | ------ | ---- |
| 0  | Jacky Ickx / Clay Regazzoni | Ferrari     | F     | 1:40.4 |      |